# Robert de Bracquemont
Monsieur Robert, dit Robin ou Robinet de Bracquemont (ou de Braquemont), et Mosén Rubí de Bracamonte en espagnol (? - Mocejón, 1419), sire de Bracquemont, en Caux,  et de Travessain, en Normandie, amiral de France et de Castille, est issu d’une vieille famille noble de Normandie, originaire de la vicomté d'Arques.

## Biographie
Dernier fils du chevalier Regnault ou Renaud II, sire de Bracquemont, en Caux, et de Travessain, en Normandie, décédé en Seine-et-Marne le 13 mars 1364, et de sa femme, arrivé en Castille en 1386 pendant le règne de Jean Ier, devenu capitaine de la garde pontificale de Benoît XIII et amiral d'Espagne et ayant servi le roi de Castille Henri III dans la guerre du Portugal, ce dernier lui permit de charger son neveu Jean de Béthencourt de la conquête des îles Canaries. Parti en 1402 de La Rochelle avec Gadifer de la Salle, Jean de Béthencourt revint dans le pays de Caux pour charger Robert de Bracquemont de traiter les affaires courantes et reçut les terres de Béthencourt, Grainville-la-Teinturière, Saint-Martin-le-Gaillard, Saint-Saire, Lincourt, Biville, le Grand Quesnay et Haqueleu. Bracquemont paya une bonne partie de l'expédition.
Robert de Bracquemont fut gouverneur de la ville de Honfleur de 1415 à 1417, date de sa prise par Henri V au début de l'occupation anglaise de la Normandie (1417-1450). C'est en 1417 qu'il fut élevé au rang d'amiral de France. Selon d'autres, il succéda à cette charge en 1415 à Jacques Ier de Châtillon, sire de Dampierre, qui fut tué à la bataille d'Azincourt. Il fut destitué en 1418. Son frère Guillaume de Bracquemont est seigneur de Florenville et de Sedan.
Premier seigneur de Fuente-el-Sol et Rubí de Bracamonte en Valladolid, Castille, il est enterré à Ávila dans la chapelle du couvent Saint-François.
Il fait son testament à Madrid le 4 avril de 1419, et sa deuxième femme en 1438.

## Famille
Il épousa en Espagne, en premières noces, doña Inés González de Mendoza, fille de Pedro González de Mendoza (v. 1340-1385) et de sa seconde femme Aldonza Fernández de Ayala,. Il en eut : 
- Louis de Bracquemont, qui a hérité les possessions françaises ;
- Jean de Bracquemont, qui a hérité les possessions castillaines, mort au combat navale en mer en 1415 ;
- Jeanne de Bracquemont, mariée à Ávila avec Álvaro González Dávila, maréchal, chamberlain-majeur du futur roi Ferdinand Ier d'Aragon, 2e seigneur consort de Fuente-el-Sol en 1413 par donation de Jean II de Castille, 1er seigneur de Peñaranda de Bracamonte en 1418, mort en 1435, d.p. portant le nom et de Bracamonte[2], ainsi que les armes de l'amiral, chargées d'une bordure d'azur.
- Aldonce de Bracquemont, promise à Roger de Bréauté, sire de Bréauté, mort avant les noces, puis de Pierre Gougeul dit Moradas ou Pierre de Rouville, seigneur de Rouville et gouverneur de Pont-de-l'Arche[6] (mort vers 1450), dont postérité[7].

En secondes noces, l'amiral de Bracquemont avait contracté mariage avec doña Leonor Álvarez de Toledo, veuve de Ruy Díaz de Rojas (1345-1378), et fille de Fernán Álvarez de Toledo, seigneur de Valdecorneja et de Higares (à Mocejón) et de Leonor de Ayala, sans descendance.

## Héraldique
Il portait pour armoiries : De sable au chevron d'argent et au maillet d'or au canton dextre.